# Cerca per paraula clau
La cerca per paraula clau és una pràctica que els professionals de l'optimització publicitària fan servir per trobar els termes de cerca que la gent introdueix en els motors de cerca quan busca alguna cosa. Ho fan amb la intenció d'aconseguir millors resultats en els motors de cerca. Una vegada es troba una paraula clau de nínxol, s'amplia per trobar paraules clau similars. Normalment aquest procés es du a terme amb l'ajuda d'eines de suggeriment de paraules clau, que afegeixen al tesaurus una funcionalitat de suggeriment de paraules clau alternatives. La majoria de vegades els diferents motors de cerca compten amb les seves pròpies eines de suggeriment de paraules clau, que també comptabilitzen el nombre de cerques fetes per a cada una de les paraules clau. Aquesta informació després s'utilitza per seleccionar les paraules clau correctes en funció dels objectius d'optimització natural (SEO per les seves sigles en anglès) del lloc web.

## Importància de la cerca
L'objectiu de la cerca per paraula clau és generar, amb bona precisió i memòria, un gran nombre de termes que són altament rellevants però no evidents per a la paraula clau introduïda. El procés de cerca de paraules clau inclou una pluja d'idees i l'ús d'eines de cerca de paraules clau. Per tal d'aconseguir millors resultats amb SEO, és important escollir les paraules clau més rellevants. És una bona pràctica triar les paraules clau que tenen poca competència i gran quantitat de cerques. El fet de tenir poca competència farà més fàcil aconseguir una bona classificació en els motors de cerca, mentre que el fet de tenir una gran quantitat de cerques garantirà que la paraula clau en qüestió atrau trànsit web. L'inconvenient d'aquesta pràctica és que normalment les paraules clau que tenen molt poca competència tenen menys cerques, mentre que amb les paraules que aconsegueixen milions de cerques mensuals és molt difícil posicionar-se. Hi ha tres conceptes importants a tenir en compte quan es du a terme una cerca per paraula clau: les paraules clau bones estan relacionades amb la temàtica del lloc web; l'algoritme del motor de cerca pot prohibir o excloure dels resultats de cerca els llocs web el contingut dels quals no sigui rellevant per la paraula clau; les paraules clau bones que són molt competitives no se solen classificar en les primeres posicions. Les paraules clau que no tenen cerques mensuals no generen cap trànsit i, per tant, són inútils des del punt de vista de l'optimització publicitària.
Una paraula clau molt popular i competitiva del motor de cerca de Google és "making money" (guanyar diners). Té 2.890.000.000 resultats de cerca, la qual cosa significa que hi ha milions de llocs web que competeixen per aquesta paraula clau. La cerca per paraula clau comença per trobar totes les possibles combinacions que són rellevants per la paraula clau "making money". Per exemple, la paraula clau "acquiring money" (adquirir diners) té molts menys resultats de cerca, només 47.900.000, però té el mateix significat que "making money". Un altre sistema és ser més específic amb la paraula clau afegint filtres addicionals. La paraula clau "making money online from home in Canada" (guanyar diners en línia des de casa al Canadà) és menys competitiva a escala global i, per tant, és més fàcil competir-hi. Hi ha moltes eines disponibles (tant gratuïtes com comercials) per trobar paraules clau i analitzar-les.

## Eines de cerca de paraules clau
Google ofereix eines gratuïtes per dur a terme anàlisis bàsiques de paraules clau. Tots els resultats són rellevant només per als motors de cerca de Google. Característiques de l'AdWord Keyword planner:
- Permet obtenir estimacions de trànsit per a paraules clau.
- Genera noves paraules clau combinant diferents llistes de paraules.
- Crea noves variacions de paraules clau a partir de la paraula clau inicial.

Altres eines poden ser:
- Estimador de trànsit de Google,[4] Google Webmaster Tools|Webmaster Tools; Google Suggest and Google Trends
- MSN Keyword Forecast
- Hitwise